# Europarlamentari della Germania della X legislatura
Gli europarlamentari della Germania della X legislatura, eletti in occasione delle elezioni europee del 2024, sono i seguenti.

## Composizione storica
| Europarlamentare              | Lista                                                           | Gruppo | Gruppo                                                 |
| ----------------------------- | --------------------------------------------------------------- | ------ | ------------------------------------------------------ |
| Hildegard Bentele             | Unione Cristiano-Democratica di Germania                        |        | Gruppo del Partito Popolare Europeo                    |
| Stefan Berger                 | Unione Cristiano-Democratica di Germania                        |        | Gruppo del Partito Popolare Europeo                    |
| Daniel Caspary                | Unione Cristiano-Democratica di Germania                        |        | Gruppo del Partito Popolare Europeo                    |
| Lena Düpont                   | Unione Cristiano-Democratica di Germania                        |        | Gruppo del Partito Popolare Europeo                    |
| Jan Christian Ehler           | Unione Cristiano-Democratica di Germania                        |        | Gruppo del Partito Popolare Europeo                    |
| Michael Gahler                | Unione Cristiano-Democratica di Germania                        |        | Gruppo del Partito Popolare Europeo                    |
| Jens Gieseke                  | Unione Cristiano-Democratica di Germania                        |        | Gruppo del Partito Popolare Europeo                    |
| Niclas Herbst                 | Unione Cristiano-Democratica di Germania                        |        | Gruppo del Partito Popolare Europeo                    |
| Peter Liese                   | Unione Cristiano-Democratica di Germania                        |        | Gruppo del Partito Popolare Europeo                    |
| Norbert Lins                  | Unione Cristiano-Democratica di Germania                        |        | Gruppo del Partito Popolare Europeo                    |
| David McAllister              | Unione Cristiano-Democratica di Germania                        |        | Gruppo del Partito Popolare Europeo                    |
| Alexandra Mehnert             | Unione Cristiano-Democratica di Germania                        |        | Gruppo del Partito Popolare Europeo                    |
| Verena Mertens                | Unione Cristiano-Democratica di Germania                        |        | Gruppo del Partito Popolare Europeo                    |
| Dennis Radtke                 | Unione Cristiano-Democratica di Germania                        |        | Gruppo del Partito Popolare Europeo                    |
| Oliver Schenk                 | Unione Cristiano-Democratica di Germania                        |        | Gruppo del Partito Popolare Europeo                    |
| Christine Schneider           | Unione Cristiano-Democratica di Germania                        |        | Gruppo del Partito Popolare Europeo                    |
| Andreas Schwab                | Unione Cristiano-Democratica di Germania                        |        | Gruppo del Partito Popolare Europeo                    |
| Ralf Seekatz                  | Unione Cristiano-Democratica di Germania                        |        | Gruppo del Partito Popolare Europeo                    |
| Sven Simon                    | Unione Cristiano-Democratica di Germania                        |        | Gruppo del Partito Popolare Europeo                    |
| Sabine Verheyen               | Unione Cristiano-Democratica di Germania                        |        | Gruppo del Partito Popolare Europeo                    |
| Axel Voss                     | Unione Cristiano-Democratica di Germania                        |        | Gruppo del Partito Popolare Europeo                    |
| Marion Walsmann               | Unione Cristiano-Democratica di Germania                        |        | Gruppo del Partito Popolare Europeo                    |
| Andrea Wechsler               | Unione Cristiano-Democratica di Germania                        |        | Gruppo del Partito Popolare Europeo                    |
| Christine Anderson            | Alternative für Deutschland                                     |        | Europa delle Nazioni Sovrane                           |
| Anja Arndt                    | Alternative für Deutschland                                     |        | Europa delle Nazioni Sovrane                           |
| René Aust                     | Alternative für Deutschland                                     |        | Europa delle Nazioni Sovrane                           |
| Arno Bausemer                 | Alternative für Deutschland                                     |        | Europa delle Nazioni Sovrane                           |
| Irmhild Boßdorf               | Alternative für Deutschland                                     |        | Europa delle Nazioni Sovrane                           |
| Markus Buchheit               | Alternative für Deutschland                                     |        | Europa delle Nazioni Sovrane                           |
| Petr Bystron                  | Alternative für Deutschland                                     |        | Europa delle Nazioni Sovrane                           |
| Siegbert Frank Droese         | Alternative für Deutschland                                     |        | Europa delle Nazioni Sovrane                           |
| Thomas Froelich               | Alternative für Deutschland                                     |        | Europa delle Nazioni Sovrane                           |
| Marc Jongen                   | Alternative für Deutschland                                     |        | Europa delle Nazioni Sovrane                           |
| Alexander Jungbluth           | Alternative für Deutschland                                     |        | Europa delle Nazioni Sovrane                           |
| Mary Khan                     | Alternative für Deutschland                                     |        | Europa delle Nazioni Sovrane                           |
| Hans Neuhoff                  | Alternative für Deutschland                                     |        | Europa delle Nazioni Sovrane                           |
| Alexander Sell                | Alternative für Deutschland                                     |        | Europa delle Nazioni Sovrane                           |
| Maximilian Krah               | Alternative für Deutschland                                     |        | Non iscritti                                           |
| Katarina Barley               | Partito Socialdemocratico di Germania                           |        | Alleanza Progressista dei Socialisti e dei Democratici |
| Gabriele Bischoff             | Partito Socialdemocratico di Germania                           |        | Alleanza Progressista dei Socialisti e dei Democratici |
| Udo Bullmann                  | Partito Socialdemocratico di Germania                           |        | Alleanza Progressista dei Socialisti e dei Democratici |
| Delara Burkhardt              | Partito Socialdemocratico di Germania                           |        | Alleanza Progressista dei Socialisti e dei Democratici |
| Vivien Costanzo               | Partito Socialdemocratico di Germania                           |        | Alleanza Progressista dei Socialisti e dei Democratici |
| Tobias Cremer                 | Partito Socialdemocratico di Germania                           |        | Alleanza Progressista dei Socialisti e dei Democratici |
| Matthias Ecke                 | Partito Socialdemocratico di Germania                           |        | Alleanza Progressista dei Socialisti e dei Democratici |
| Jens Geier                    | Partito Socialdemocratico di Germania                           |        | Alleanza Progressista dei Socialisti e dei Democratici |
| Bernd Lange                   | Partito Socialdemocratico di Germania                           |        | Alleanza Progressista dei Socialisti e dei Democratici |
| Maria Noichl                  | Partito Socialdemocratico di Germania                           |        | Alleanza Progressista dei Socialisti e dei Democratici |
| René Repasi                   | Partito Socialdemocratico di Germania                           |        | Alleanza Progressista dei Socialisti e dei Democratici |
| Sabrina Repp                  | Partito Socialdemocratico di Germania                           |        | Alleanza Progressista dei Socialisti e dei Democratici |
| Birgit Sippel                 | Partito Socialdemocratico di Germania                           |        | Alleanza Progressista dei Socialisti e dei Democratici |
| Tiemo Wölken                  | Partito Socialdemocratico di Germania                           |        | Alleanza Progressista dei Socialisti e dei Democratici |
| Rasmus Andresen               | Alleanza 90/I Verdi                                             |        | I Verdi/Alleanza Libera Europea                        |
| Michael Bloss                 | Alleanza 90/I Verdi                                             |        | I Verdi/Alleanza Libera Europea                        |
| Anna Cavazzini                | Alleanza 90/I Verdi                                             |        | I Verdi/Alleanza Libera Europea                        |
| Daniel Freund                 | Alleanza 90/I Verdi                                             |        | I Verdi/Alleanza Libera Europea                        |
| Alexandra Geese               | Alleanza 90/I Verdi                                             |        | I Verdi/Alleanza Libera Europea                        |
| Martin Häusling               | Alleanza 90/I Verdi                                             |        | I Verdi/Alleanza Libera Europea                        |
| Sergey Lagodinsky             | Alleanza 90/I Verdi                                             |        | I Verdi/Alleanza Libera Europea                        |
| Katrin Langensiepen           | Alleanza 90/I Verdi                                             |        | I Verdi/Alleanza Libera Europea                        |
| Erik Marquardt                | Alleanza 90/I Verdi                                             |        | I Verdi/Alleanza Libera Europea                        |
| Hannah Neumann                | Alleanza 90/I Verdi                                             |        | I Verdi/Alleanza Libera Europea                        |
| Jutta Paulus                  | Alleanza 90/I Verdi                                             |        | I Verdi/Alleanza Libera Europea                        |
| Theresa Reintke               | Alleanza 90/I Verdi                                             |        | I Verdi/Alleanza Libera Europea                        |
| Christian Doleschal           | Unione Cristiano-Sociale in Baviera                             |        | Gruppo del Partito Popolare Europeo                    |
| Markus Ferber                 | Unione Cristiano-Sociale in Baviera                             |        | Gruppo del Partito Popolare Europeo                    |
| Monika Hohlmeier              | Unione Cristiano-Sociale in Baviera                             |        | Gruppo del Partito Popolare Europeo                    |
| Stefan Köhler                 | Unione Cristiano-Sociale in Baviera                             |        | Gruppo del Partito Popolare Europeo                    |
| Angelika Niebler              | Unione Cristiano-Sociale in Baviera                             |        | Gruppo del Partito Popolare Europeo                    |
| Manfred Weber                 | Unione Cristiano-Sociale in Baviera                             |        | Gruppo del Partito Popolare Europeo                    |
| Fabio De Masi                 | Bündnis Sahra Wagenknecht                                       |        | Non iscritti                                           |
| Ruth Firmenich                | Bündnis Sahra Wagenknecht                                       |        | Non iscritti                                           |
| Thomas Geisel                 | Bündnis Sahra Wagenknecht                                       |        | Non iscritti                                           |
| Friedrich Pürner              | Bündnis Sahra Wagenknecht                                       |        | Non iscritti                                           |
| Michael von der Schulenburg   | Bündnis Sahra Wagenknecht                                       |        | Non iscritti                                           |
| Jan-Peter Warnke              | Bündnis Sahra Wagenknecht                                       |        | Non iscritti                                           |
| Andreas Glück                 | Partito Liberale Democratico                                    |        | Renew Europe                                           |
| Svenja Hahn                   | Partito Liberale Democratico                                    |        | Renew Europe                                           |
| Moritz Körner                 | Partito Liberale Democratico                                    |        | Renew Europe                                           |
| Jan-Christoph Oetjen          | Partito Liberale Democratico                                    |        | Renew Europe                                           |
| Marie-Agnes Strack-Zimmermann | Partito Liberale Democratico                                    |        | Renew Europe                                           |
| Özlem Demirel                 | Die Linke                                                       |        | La Sinistra al Parlamento europeo                      |
| Carola Rackete                | Die Linke                                                       |        | La Sinistra al Parlamento europeo                      |
| Martin Schirdewan             | Die Linke                                                       |        | La Sinistra al Parlamento europeo                      |
| Engin Eroglu                  | Liberi Elettori                                                 |        | Renew Europe                                           |
| Christine Singer              | Liberi Elettori                                                 |        | Renew Europe                                           |
| Joachim Streit                | Liberi Elettori                                                 |        | Renew Europe                                           |
| Damian Boeselager             | Volt Germania                                                   |        | I Verdi/Alleanza Libera Europea                        |
| Nela Riehl                    | Volt Germania                                                   |        | I Verdi/Alleanza Libera Europea                        |
| Kai Tegethoff                 | Volt Germania                                                   |        | I Verdi/Alleanza Libera Europea                        |
| Sibylle Berg                  | Die PARTEI                                                      |        | Non iscritti                                           |
| Martin Sonneborn              | Die PARTEI                                                      |        | Non iscritti                                           |
| Sebastian Everding            | Partito per l'Umanità, l'Ambiente e la Protezione degli Animali |        | La Sinistra al Parlamento europeo                      |
| Manuela Ripa                  | Partito Ecologico-Democratico                                   |        | Gruppo del Partito Popolare Europeo                    |
| Niels Geuking                 | Partito delle Famiglie di Germania                              |        | Gruppo del Partito Popolare Europeo                    |
| Lukas Sieper                  | Partito del Progresso                                           |        | Non iscritti                                           |

## Tabelle di sintesi

### Gruppi politici
| Gruppo parlamentare | Inizio |
| ------------------- | ------ |
| PPE                 | 31     |
| Verdi/ALE           | 15     |
| ESN                 | 14     |
| S&D                 | 14     |
| NI                  | 10     |
| RE                  | 8      |
| GUE/NGL             | 4      |
| ECR                 | –      |
| PfE                 | –      |
| Totale              | 96     |

### Fonti
1. ↑  (FR) Publication des candidatures et des résultats aux élections - Européennes 2024, su archives-resultats-elections.interieur.gouv.fr.